# Шать
Шать (бел. Шаць) — река в Узденском и Пуховичском районах Минской области Беларуси, правый приток Птичи. Длина реки — 35 км. Площадь водосбора 293 км².
Исток реки находится в Узденском районе в сети мелиоративных каналов на заболоченных торфяниках примерно в 5 км восточнее села Теляково. Исток находится на глобальном водоразделе Чёрного и Балтийского морей, неподалёку берёт начало река Лоша (приток Немана). Верхнее течение находится в Узденском районе, среднее и нижнее — в Пуховичском. Генеральное направление течения — юго-восток и восток.
Русло сильно извилистое, канализовано в верхнем течении, ширина русла 3-10 метров.
Крупнейший населённый пункт на реке — агрогородок Шацк. Помимо него река протекает мимо деревень (по порядку от устья): Лучки, Старинки, Заберезцы, Леоновичи, Габриеловка, Волок и Любяча.
Приток — Ковалёвка (левый).
Впадает в Птичь у деревни Лучки.